# 布袋線

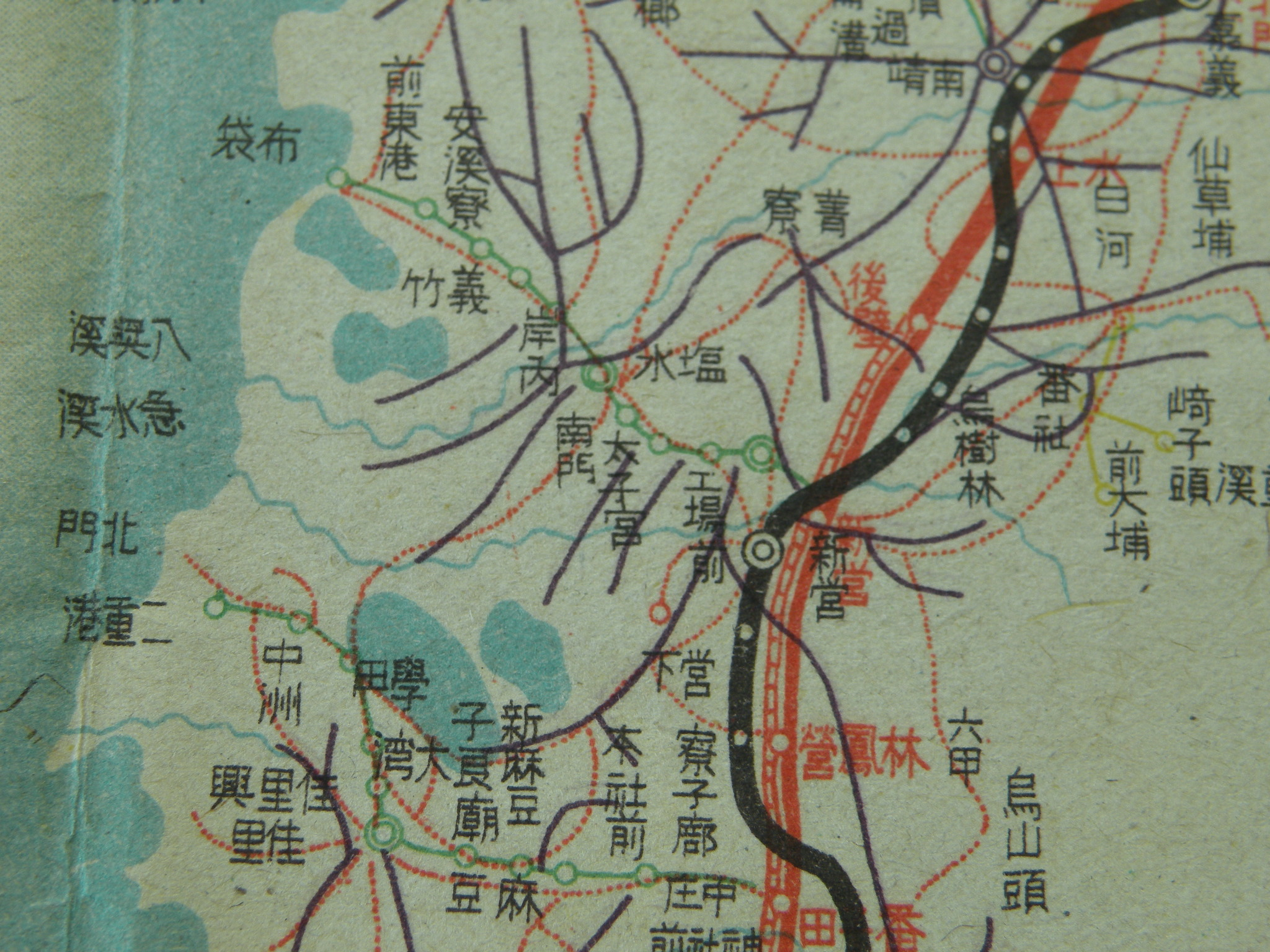
1941年新營附近鐵道路線圖

布袋線，為位於臺灣臺南市新營區與嘉義縣布袋鎮間，由臺灣糖業股份有限公司新營總廠經營之輕便鐵路。此線為糖業鐵路客運化之始，開辦於1909年，1979年全線廢止客運。現僅部分路段行駛八翁線觀光列車。

## 簡介

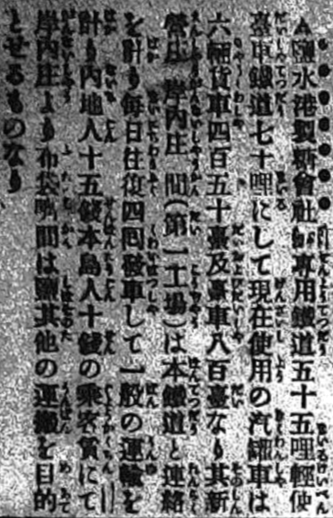
日日新報中關於鹽水港製糖客運線的資訊（1909年3月）

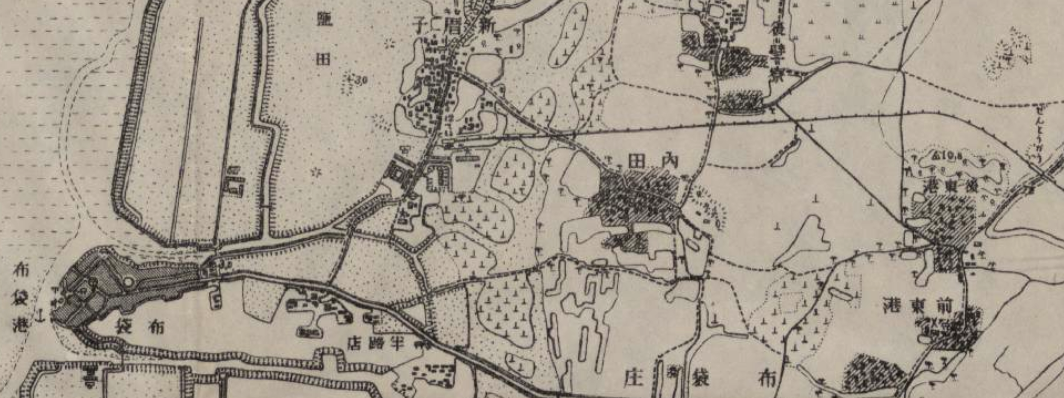
大正15年（1926年）地圖，註有布袋（ほてい）及前東港（ぜんとうかう）兩站，其中布袋車站不位於市區中

縱貫線鐵路在選線時，在嘉義曾文溪間即有經過鹽水港（今鹽水）或新營庄（今新營）之議。詳見縱貫線 (南段)。當時雖曾研議另建新營經由鹽水至北門嶼（今北門區）之官線鐵道支線彌補不足，唯此案未成真。
新營＝鹽水＝布袋間鐵道運輸稍後由製糖會社完成，屬於鹽水港製糖兼辦之客運業務。據鐵道部之資料，新營庄＝鹽水港間五哩三分於1909年（明治42年）5月20日開始營業，亦為臺灣首條糖業鐵路定期營業線。然而，根據同年3月4日《臺灣日日新報》資料，在官方核准開辦營業線之前，當時新營庄＝岸內庄間即對外辦理客運（一日4往復），車資內地人（即日本人）15錢、本島人（臺灣人）10錢；1913年（大正2年）3月8日，營業區間延至布袋嘴（今布袋）。
戰後布袋線曾進行數次改動。包括糖鐵新營車站（原址位於台鐵車站旁，今已成停車場）因破爛不堪，1950年遷移百餘米至今址。另外，布袋車站因位於市區之外，曾應民眾要求，利用鹽業鐵路（台鹽公司所有）延伸營業間區750m至貼近市區的半路店、但僅維持數年。沿線各車站亦有重修，大部份皆非日治時期原貌。
布袋線為762mm狹軌鐵路，但在新營＝岸內間，另有一條並行之新岸線，為762mm及1067mm軌距之三線軌道。後者可允許台鐵貨車駛至岸內。

## 路線資料
- 經營管轄：臺灣糖業

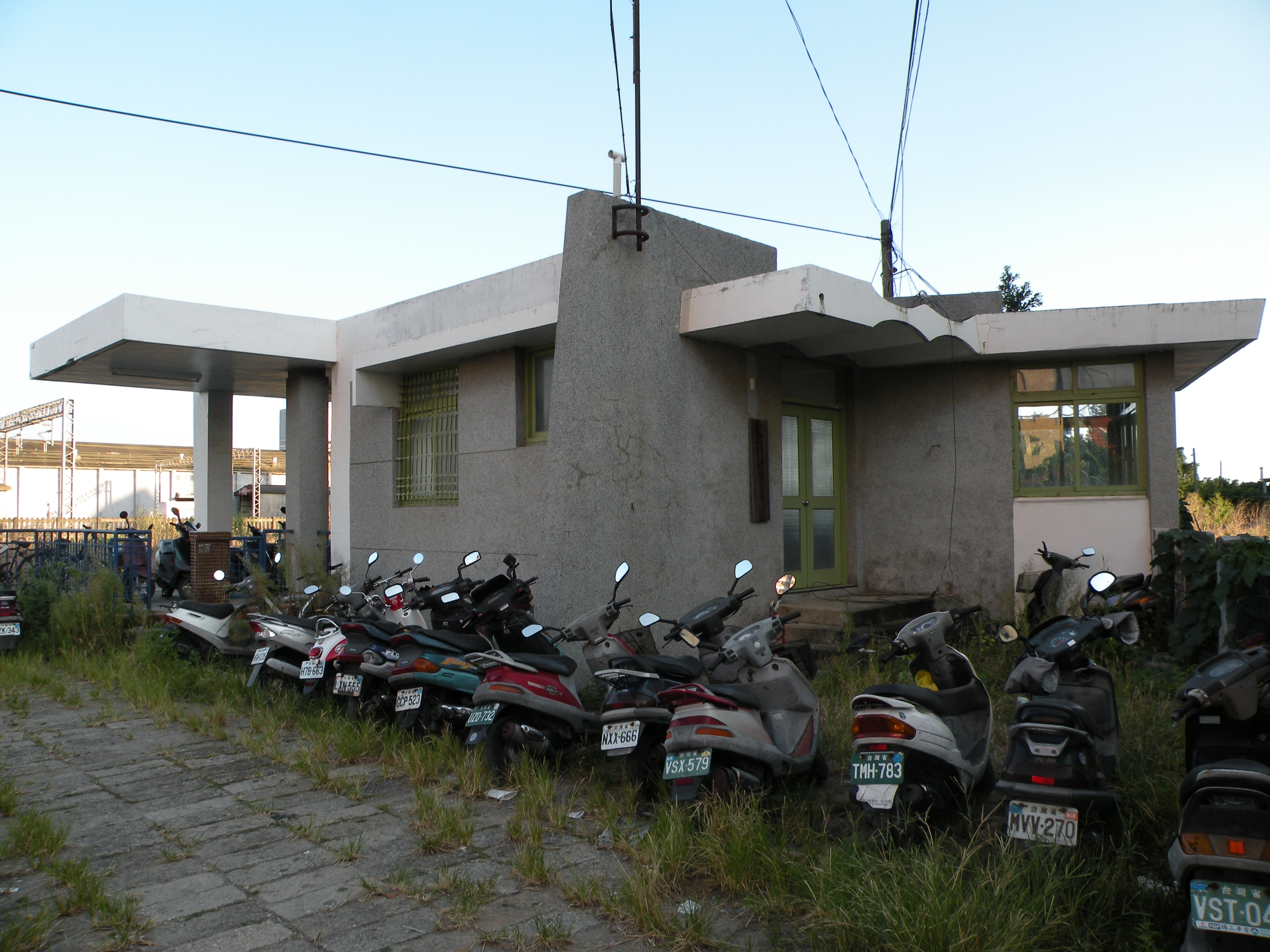
糖鐵新營車站

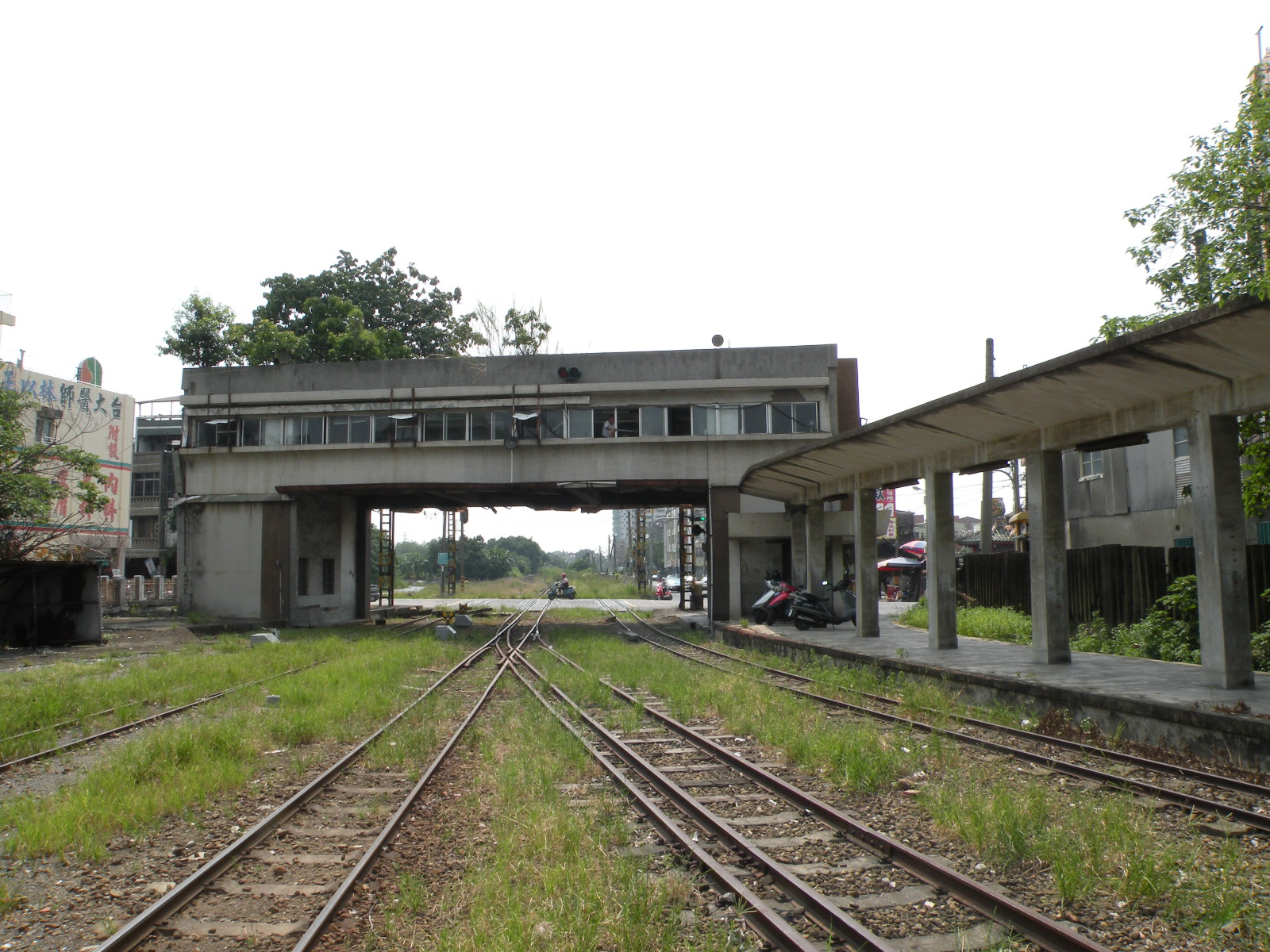
廠前車站；可見布袋線及並行之三線軌道新岸線

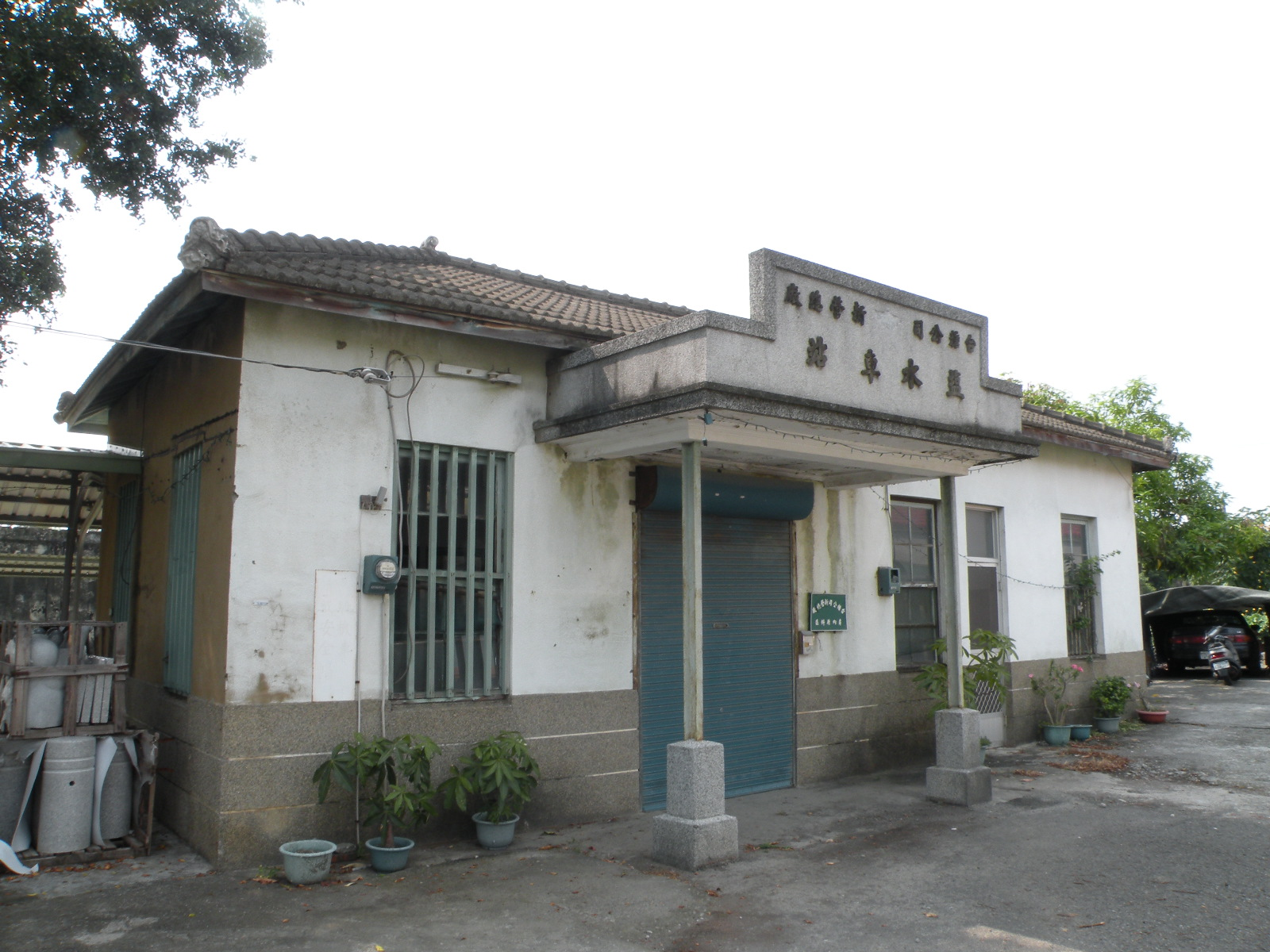
鹽水車站

- 路線距離：新營＝布袋間21.1km（新營＝半路店間21.8km）
- 軌距：762mm
- 曾設立車站數：15
- 雙線區間：全線單線
- 電化區間：無

## 車站一覽

### 日治時期路線
新營 - 工場前 - 修理工場前 - パルプ工場前 - 太子宮 - 南門 - 鹽水港 - 岸內 - 義竹圍 - 埤子頭 - 安溪寮 - 前東港 - 布袋嘴
支線：パルプ工場前 - パルプ工場

### 戰後路線
新營 - 廠前 - （南信號所） - 工作站前 - 東太子宮 - 太子宮 - 鹽水 - 岸内 - 義竹 - 埤子頭 - 安溪寮 - 前東港 - 振寮 - 布袋 （- 半路店）
支線：東太子宮 - 紙漿廠

## 接續路線
- 新營車站：縱貫線、烏樹林線(新東線)
- 義竹車站：義線(南竹線)

## 歷史
- 1909年（明治42年）5月20日：，鹽水港製糖株式會社開辦首條營業線──布袋嘴線，由新營庄驛到鹽水港驛，共計長5.3哩[6]，中途無其他車站。[2]
- 1913年（大正2年）3月8日：客運延長至布袋嘴，新設岸內、義竹圍、安溪寮、前東港、布袋嘴等驛[7]，共長約13.2哩。
- 1919年（大正8年）11月14日：工場前驛開業。[7]
- 1920年：行政區變革，站名亦配合更改。計有新營庄改稱新營、鹽水港改稱鹽水、義竹圍改稱義竹、布袋嘴改稱布袋。
- 1922年（大正11年）3月30日：太子宮驛開業。[7]
- 1928年（昭和3年）6月12日：南門驛開業。[7]
- 1938年（昭和13年）10月1日：パルプ工場前驛、及該站分歧至パルプ工場驛之支線開業。[4]
- 1939年（昭和14年）5月20日 ：修理工場前驛開業。
- 1940年（昭和15年） 4月10日：埤子頭驛開業。[7]
- 戰後：工場前改稱廠前、修理工場改稱修理廠前、パルプ工場前改稱東太子宮、パルプ工場改稱紙漿廠、取消南門驛。[7]
- 1950年：台糖新營車站由台鐵車站旁遷至今址，移動約百餘米。[4]
- 1954年3月1日：布袋線延伸至半路店通車典禮。[4]
- 1954年4月1日：太子宮車站改為無人招呼站。[7]
- 1956年7月1日：修理工場前改稱工作站前，同時停辦客貨運業務。[7]
- 1959年：半路店車站取消，布袋車站恢復端點車站。[4]
- 1974年：今廠前車站啟用，整併廠前車站、調配室、南信號所等業務。[4]
- 1979年：布袋線與學甲線同時停辦客運。[8]

## 保存情況
- 新營＝鹽水間鐵道大致完整，新營、廠前、東太子宮、太子宮、鹽水等車站今仍存，部分平交道已遭撤除。
- 鹽水以降的鐵道已悉數拆除，亦僅義竹車站保留至今。

## 外部連結
- 憶一段糖鐵史─日治時期雲嘉地區的糖鐵驛站 （页面存档备份，存于），台糖通訊1963號，2009年1月